# Zapayán
Zapayán es un municipio colombiano de la provincia del Río en el departamento de Magdalena. Se encuentra sobre la margen derecha del río Magdalena y su cabecera municipal es Punta de Piedras, la cual se encuentra al oriente de la Ciénaga de Zapayán. 
Zapayán es el municipio más nuevo del Departamento del Magdalena. Adquirió su categoría administrativa y política mediante la ordenanza n.º 005 del 23 de junio de 2000, segregándose de los municipios de Pedraza, Tenerife y El Piñón.

## Toponimia
Su nombre se refiere al cacique Zapayán, que habitaba esta zona.

## División Político-Administrativa
Además de su Cabecera municipal: Punta de Piedras. Zapayán tiene bajo su jurisdicción los siguientes Centros poblados:
- Capucho
- Caño de Aguas
- El Bongo
- Los Cerritos
- Piedras de Moler
- Piedras Pintadas

## Reseña histórica
Fue erigido municipio mediante Ordenanza n.º 005 del 23 de junio de 2000, expedida por la Asamblea del departamento de Magdalena, validado mediante referéndum aprobatorio del 30 de julio de 2000.
Sus primeros pobladores fueron los chimilas. Siguiendo una orden de asentamiento, su poblamiento se inicia cuando unos agricultores de la población ribereña de Robles (Bolívar) en el año 1800 aproximadamente comenzaron a construir sus primeras viviendas de bahareque a orillas de la ciénaga de Zapayán.

## Geografía

### Descripción física
Geográficamente se encuentra ubicado en la subregión Ciénaga grande de Santa Marta y Río Magdalena, sobre la margen derecha de la Ciénaga de Zapayán, en las coordenadas 10° 10′ 9″ N; 74° 43′ 3″ O. La distancia a Santa Marta, la capital del departamento del Magdalena, es de 255 kilómetros. Su geografía es llana en un 80% , con ondulaciones pequeñas. Es zona de inundaciones-

### Hidrografía
Está conformada por las faunas como:
Ciénaga Doña Francisca, Ciénaga de Zapayán. Caño de caño de Zapayán, Río Magdalena, Quebrada Mundo, Arroyo Vijagual, Arroyo Membrillal, Arroyo Mate Caña, Arroyo Moja Huevo.

### Límites del municipio
Extensión total: 353 km²
Altitud de la cabecera municipal (metros sobre el nivel del mar): 20 m s. n. m.
Temperatura media: 28 °C
Distancia de referencia: 215 km a Santa Marta.

## Economía
Por orden de importancia:
- 1.º Pesca (30%)
- 2.º Ganadería (25%)
- 3.º Agricultura (20%)
- 4.º Profesionales y Técnicos (15%)

La pesca representa el 29,75% de la economía del municipio, destacándose especies como el Bocachico (18,73%), Arenca (35,45%), Barbudo (16,39%), Viejita (17,06%), Lora (3,34%), Corbinata (3,34%) y Mojarra (4,35%) entre otras.

## Flora y fauna
La flora y la fauna presentan rasgos particulares de acuerdo con los ambientes diferenciados que le son propios al territorio.
En la Ciénaga de Zapayán, la Ciénaga Doña Francisca y al rededores del Municipio de Zapayán, la vegetación está conformada por plantas de las familias Ponderiaceae, Salviaceae, Poligomaceae, Najadaceae, lentibulariaceae, Borraginaceae, Gramíneae, Onagraceae, Narantaceae, Mimosáceas, entre otras. En la fauna se identifican reptiles de las familias Crocodylidae, Cheloniidae, Chamaeleonidae, Igunidae, Boidae. La avifauna, tiene como familias importantes las Troquilidae, Ciconidae, Anseraidae, Psitasidae, Estragidae y Falconidae. El recurso íctico tiene como familias relevantes las Characidae, Pimelodae.
En los valles, colinas y llanuras la vegetación original la constituían especies de las familias de las Leguminosas, Anacardiaceae, Caparidaceae, Bignoniaceae, Hymonaeceae courbari, Moraceae, Bombacaceae, Zigophyllaceae, Ebenáceas, entre otras; no obstante, el desarrollo de actividades productivas ha destruido la mayor parte de esa vegetación original que ha sido reemplazada por pastizales que no son nativos del medio. Dentro de la avifauna original merecen mencionarse las familias: Columbidae, Fasiadidae, Falconidae, Troquilidae, Psitasidae y Estragidae. Los reptiles de esta zona tienen como expresión más importante las familias Cheloniidae, Chamaeleonidae, Igunidae, Boidae, Viperidae, Crotalidae.

## Cultura
Principales festividades
1. Caño de Aguas: del 5 al 7 de enero, en honor a la Virgen del Amparo.
2. Capucho:del 15 al 17 de julio, fiesta en honor a la Virgen del Carmen.
3. Piedras de Moler: del 28 al 31 de agosto, Fiesta en honor a Santa Rosa de Lima.
4. Piedras de Moler: 30 de agosto, Festival Regional Vallenato homenaje a "Abel Antonio Villa Villa".
5. Punta de Piedras: 23 de junio, Celebración de la creación del Municipio de Zapayán, evento liderado por la Alcaldía de Zapayán
6. Punta de Piedras: del 9 al 12 de octubre, Fiesta en honor a San Luis Beltrán.
7. Punta de Piedras: En el mes de noviembre la Semana Cultural, organizada por la Institución Educativa Liceo de Zapayán.
8. Los Cerritos: 10 al 12 de febrero en honor a nuestra señora de loudes
9. El Bongo: 10 al 12 de noviembre en honor a san Martín
10. Vereda Las Carreras: del jueves al sábado santo en honor al divino niño
11. Piedras Pintadas: del 25 al 28 de noviembre, fiestas en honor a Santa Catalina. Además de los anteriores eventos culturales, en el municipio de Zapayán es partícipe de fiestas típicas de la Región Caribe como son los carnavales y la celebración de la Semana Santa.

## Himno del municipio
Coro
Zapayán, Zapayán, Zapayán
semilla que Dios germinó
Agua y flora contrasta el verdor
Zapayán de estirpe y honor. | |
I
Pescadores despliegan sus redes
Con suaves cantos al amanecer
Un nuevo sol se impone glorioso
Señalando el sendero del bien.
Canotaje de herencia chimila
dejó huellas en toda la región
de riqueza espejos semejan
De paisaje se pinta el playón. | |
II
Bajo el cielo de San Luis Beltrán
Lluvias de octubre fiel compañera
Las quebradas despliegan banderas
Del torrente que empieza a flamear.
Vuelan garzas que gran bendición
Y el Magdalena hace calle de honor
Imponente resalta el valor
Raza bravía que cree en el amor. |}

## Personas destacadas
- Manuel Medina Moscote, autor de la famosa canción: ‘Santa Marta tiene tren, pero no tiene tranvía’.

- Abel Antonio Villa (1924-2006), un juglar vallenato.